# 2814
I 2814 (reso graficamente ２８１４) sono un gruppo musicale britannico.

## Storia
Fondati a Londra durante la metà degli anni 2010, i 2814 sono composti dallo statunitense Telepath テレパシー能力者 (nome d'arte di Luke Laurila), che si era ritagliato una buona reputazione tra gli artisti vaporwave, e il britannico HKE (vero nome David Russo). I 2814 hanno esordito con l'omonimo album del 2014, pubblicato su Internet tramite l'etichetta Ailanthus. Dopo aver collaborato nel supergruppo 断片化された友人, che ha registrato Fragmented Memories (2014), i 2814 hanno edito, il gennaio del 2015, Atarashī hi no tanjō (dal giapponese "nascita di un nuovo giorno"), pubblicato in digitale e in tiratura limitata su CD dall'etichetta Dream Catalogue di proprietà dello stesso HKE. Quest'ultima uscita viene considerata uno dei capolavori dello stile vaporwave e ha ottenuto recensioni molto positive da riviste specializzate come Rolling Stone, che lo ha definito "una crociera in tarda notte attraverso l'autostrada dei sogni nel cyber-futuro". Nel 2015 è stata indetta una fortunata campagna di crowdfunding per stampare una versione su doppio LP che si è conclusa con un livello di consensi pari al 161% e in cui sono state raccolte 6.432 sterline. Il terzo album dei 2814 è Rain Temple, uscito nel 2016. Nel 2019 il duo ha pubblicato l'antologia Lost Fragments, contenente dieci brani già pubblicati precedentemente e alcuni inediti. Parallelamente alla sua carriera con i 2814, Laurila pubblica musica con altri pseudonimi, fra cui Telepath, a cui è attribuito ロストエデンへのパス (2015) un album split con Nmesh.

## Metodo compositivo
Su Tiny Mix Tapes i 2814 hanno descritto il modo in cui compongono la loro musica. Ciascuna loro traccia viene realizzata interamente da Telepath o HKE, dopodiché l'altro artista «arricchisce» di nuovi contenuti il brano. Tale "passaggio del brano" da artista ad artista si ripete più volte fino a quando entrambi i due musicisti si reputano soddisfatti del risultato finale. Il brano viene infine masterizzato e inserito nella scaletta del futuro album da pubblicare.

## Stile musicale
I 2814 sono un progetto ambientale che, stando alle loro dichiarazioni, preferisce focalizzarsi sulle sonorità surreali della vaporwave piuttosto che sull'estetica degli anni ottanta e novanta tipica dello stile. Stando al profilo del gruppo su AllMusic, la loro musica rievoca i paesaggi distopici e piovosi di Blade Runner così come l'ambient techno. Durante la loro intervista rilasciata su Rolling Stone, HKE dichiarò che, durante l'incisione del secondo album Atarashī hi no tanjō, i 2814 ebbero l'intenzione di "produrre una vaporwave originale e che non facesse leva sui soliti campionamenti muzak e kitsch-pop". Il loro stile si sarebbe invece fatto più "intenso, drammatico e cinematico" e dalla più forte componente spirituale nel seguente Rain Temple.

## Formazione
- Telepath テレパシー能力者 – strumentazione elettronica
- HKE – strumentazione elettronica

## Discografia

### Album in studio
- 2014 – 2814
- 2015 – Atarashī hi no tanjō
- 2016 – Rain Temple

### Extended play
- 2018 – Pillar/New Sun
- 2020 – Voyage/Embrace

### Antologie
- 2019 – Lost Fragments